# Карлова Вес
Карлова Вес (словац. Karlova Ves) — міська частина, громада округу Братислава IV, Братиславський край. Кадастрова площа громади — 11.02 км².
Населення 33228 осіб (станом на 31 грудня 2020 року).

## Історія
Карлова Вес згадується 1786 року.